# Mariella Lo Giudice
Mariella Lo Giudice, all'anagrafe Maria Enza Lo Giudice (Catania, 6 febbraio 1953 – San Giovanni La Punta, 31 luglio 2011), è stata un'attrice italiana.

## Biografia
Nipote di artisti circensi, comincia sin da bambina a dedicarsi alle arti del canto, della danza e della recitazione.
Grazie a Fioretta Mari, amica della madre, che scopre il suo talento, entra a far parte del neonato Teatro Stabile di Catania, dove comincia la sua lunga carriera recitando e imparando sulla scena con maestri come Turi Ferro, Ave Ninchi, Umberto Spadaro e Ida Carrara.
Negli anni successivi ricopre parti sempre più importanti, fino a diventare la prima attrice del Teatro Stabile.
Nel 2006 ha doppiato Judi Dench in Diario di uno scandalo, che le ha fruttato vari riconoscimenti. Nel 2010 ha recitato un testo originale scritto da Nino Romeo con Graziana Maniscalco, La casa della nonna.
Mariella ha da sempre amato la sua città e nonostante la malattia, non ha mai voluto interrompere la sua attività teatrale, e avrebbe dovuto recitare la sera del 3 agosto 2011 nel suo ultimo spettacolo: Pathos - la tragedia delle troiane, con Lindsay Kemp, per la regia di Micha van Hoecke.
Malata da tempo, Mariella Lo Giudice è morta il 31 luglio 2011 a Catania all'età di 58 anni; il funerale è stato celebrato dopo tre giorni nella cattedrale di Catania. Il 12 settembre successivo le è stata intitolata la Corte del Palazzo Platamone di Catania.

## Memoria
Per volere del sindaco di Catania Stancanelli, d'intesa coi familiari, il 12 settembre 2011, è stato intitolato il Chiostro/Corte di Palazzo Platamone a suo nome. Nell'agosto del 2012, il comune di San Giovanni La Punta, luogo di residenza di Mariella Lo Giudice, grazie ad una proposta del Direttore Artistico Michele Russo, ha istituito la rassegna teatrale "Memorial Mariella Lo Giudice".
L'11 maggio 2025, l'amministrazione comunale di San Giovanni La Punta, grazie ad una proposta di Michele Russo, direttore artistico dell'associazione teatrale "Sotto il Tocco" ha dedicato una strada al ricordo di Mariella Lo Giudice. Alla cerimonia di inaugurazione era presente Eduardo Lo Giudice, fratello di Mariella, accompagnato dalla moglie e dal figlio Sergio.

## Filmografia parziale

### Cinema
- Nuovo Cinema Paradiso, regia di Giuseppe Tornatore (1988)
- Zuppa di pesce, regia di Fiorella Infascelli (1992)
- I Grimaldi, regia di Giorgio Castellani (1997)
- La matassa, regia di Salvatore Ficarra, Valentino Picone, Giambattista Avellino (2009)

## Teatro
- Mariana Pineda di Federico García Lorca, regia di Giuseppe Di Martino (come Maria Lo Giudice) (1963)
- Il villaggio Stepančikovo di Fëdor Dostoevskij, regia di Edmo Fenoglio (1964)
- Il rosario di Federico De Roberto / La giara di Luigi Pirandello, regia di Edmo Fenoglio (1965)
- Il malato immaginario di Molière, regia di Umberto Benedetto (1967)
- La scuola delle mogli di Molière, regia di Josè Quaglio (1969)
- I Viceré di Federico De Roberto, regia di Franco Enriquez (1969)
- L'aria del continente di Nino Martoglio, regia di Turi Ferro (1970)
- Liolà di Luigi Pirandello, regia di Turi Ferro (1970)
- Don Giovanni involontario di Vitaliano Brancati, regia di Romano Bernardi (1970)
- La vita che ti diedi di Luigi Pirandello, regia di Mario Landi (1970)
- Fando e Lis di Fernando Arrabal, regia di Romano Bernardi (1971)
- La morte di Danton di Georg Buchner, regia di Romano Bernardi (1971)
- Isabella comica gelosa di Ruzante, regia di Franco Enriquez (1971)
- Addio giovinezza di Sandro Camasio e Nino Oxilia, regia di Emilio Marchesini (1972)
- Il cuore sbagliato di Tony Zermo, regia di Romano Bernardi (1972)
- Come prima meglio di prima di Luigi Pirandello, regia di Romano Bernardi (1972)
- Cronaca di un uomo di Giuseppe Fava, regia di Romano Bernardi (1973)
- L'accusa di Orlando di Gaetano Cristaldi, regia di Nino Mangano (1973)
- Permette? La mia signora! di Lucio Romeo, regia di Romano Bernardi (1974)
- L'avaro di Molière, regia di Umberto Benedetto (1974)
- Mastro-don Gesualdo di Giovanni Verga, regia di Romano Bernardi (1974)
- Don Giovanni in Sicilia di Vitaliano Brancati, regia di Nino Mangano (1974)
- Il contravveleno di Nino Martoglio, regia di Romano Bernardi (1974)
- Bello, bellissimo! di Giuseppe Fava, regia di Romano Bernardi (1975)
- Zoo di vetro di Tennessee Williams, regia di Giuseppe Di Martino (1977)
- Annata ricca di Nino Martoglio, regia di Romano Bernardi (1978)
- Pipino il breve di Tony Cucchiara e Renzino Barbera, regia di Giuseppe Di Martino (1978, 1983)
- Corruzione al Palazzo di giustizia di Ugo Betti, regia di Lamberto Puggelli (1979)
- La scuola delle mogli di Molière, regia di Turi Ferro (1979)
- Il contravveleno di Nino Martoglio, regia di Giuseppe Di Martino (1981)
- La professione della signora Warren, regia di Giorgio Albertazzi (1981)
- La ballata del bene e del male di Giorgio Albertazzi e Tony Cucchiara, regia di Lamberto Puggelli (1982)
- Nozze di sangue di Federico Garcia Lorca, regia di Roberto Guicciardini (1983)
- Il giardino dei ciliegi di Anton Čechov, regia di Lamberto Puggelli (1985)
- Bellini di Piero Isgrò, regia di Sandro Sequi (1986)
- Dal tuo al mio di Giovanni Verga, regia di Lamberto Puggelli (1987)
- L'uomo, la bestia e la virtù di Luigi Pirandello, regia di Andrea Camilleri (1989)
- Stelle del firmamento di Manuel Puig, regia di Sandro Sequi (1990)
- Zaira di Voltaire, regia di Giancarlo Sbragia (1990)
- La lunga vita di Marianna Ucrìa di Dacia Maraini, regia di Lamberto Puggelli (1991, 2005, 2007)
- La lupa di Giovanni Verga, regia di Pino Micol (1991)
- Casa La Gloria di Antonio Di Grado, regia di Lamberto Puggelli (1992)
- Gl'innamorati di Carlo Goldoni, regia di Giuseppe Di Martino (1993)
- Gesù di cognome si chiamava Dio di Maria Antonietta Albanese, adattamento e riduzione teatrale di Ezio Donato (1995)
- L'altro figlio di Luigi Pirandello (1997)
- La giara di Luigi Pirandello, costumi, scene e regia di Roberto Laganà (1997)
- Inganni d'amore, commedia settecentesca di Giuseppe Maria Musumeci Catalano (1997)
- Amleto Amleto, testo e regia di Edo Gari (1993, 1997)
- Sole di Giuseppe Manfridi, regia di Walter Manfrè (1994, 1997)
- Il segno verde di Rosso di San Secondo, regia di Armando Pugliese (1997, 1998)
- La pelle di Curzio Malaparte, regia di Armando Pugliese (1998)
- Il birraio di Preston di Andrea Camilleri, regia di Giuseppe Di Pasquale (1999, 2008)
- Gerusalemme liberata da Torquato Tasso, regia di Armando Pugliese (2000)
- Le troiane da Euripide e Seneca, regia di Micha van Hoecke (2000)
- Cavalleria rusticana di Giovanni Verga (2002)
- Le città del mondo di Elio Vittorini, regia di Armando Pugliese (2003)
- Kirie di Ugo Chiti, regia di Federico Magnano (2003)
- Retablo di Vincenzo Consolo, regia di Daniela Ardini (2003)
- Medea in diretta di Euripide, traduzione di Umberto Albini, regia di Daniela Ardini (2003, 2004)
- Molto rumore per nulla di William Shakespeare, regia di Guglielmo Ferro (2003, 2004)
- Il Maestro e Marta di Filippo Arriva, regia di Walter Pagliaro (2004)
- Antonio e Cleopatra di William Shakespeare, regia di Lamberto Puggelli (2006)
- Ecuba di Euripide, regia di Daniela Ardini (2007)
- Scupa!, testi di Bonaviri, Buttafuoco, Camilleri, Cappellani, Consoli, Emilio Isgrò, Micaela Miano, Angelo Scandurra, Gabriella Vergari, Stefano Vilardo, regia di Guglielmo Ferro (2009)
- La Casa della Nonna, regia di Nino Romeo (2010)
- Tutto è bene quel che finisce bene di William Shakespeare, regia di Daniela Ardini (2010)
- Il matrimonio di Nikolaj Gogol, regia di Nino Mangano (2010)
- Pathos. La tragedia delle Troiane, testo e regia di Micha van Hoecke (2011)

## Prosa e opere televisive Rai
- Aggressione nella notte (Asalto nocturno) di Alfonso Sastre, prosa, regia di Pino Passalacqua, trasmessa il 19 dicembre 1975.
- Gastone di Ettore Petrolini, prosa, regia di Maurizio Scaparro, trasmessa il 9 settembre 1977.
- La professione della signora Warren di George Bernard Shaw, prosa, regia di Giorgio Albertazzi, trasmessa il 21 dicembre 1981.
- Quell’antico amore di Giansiro Ferrata e Elio Vittorini, regia di Anton Giulio Majano (1981/1982) - miniserie TV
- L'amante dell'Orsa Maggiore di Sergjusz Piasecki, regia di Anton Giulio Majano (1983) - sceneggiato TV
- La scalata, regia di Vittorio Sindoni (1993) - miniserie TV
- Il maresciallo Rocca, regia di Giorgio Capitani (1996)
- La piovra 10, regia di Luigi Perelli (2003)
- Il bambino della domenica,  regia di Maurizio Zaccaro - miniserie TV (2008)

## Doppiaggio
- Judi Dench in Diario di uno scandalo

## Discografia
- 1978: Tony Cucchiara – Pipino Il Breve (LP, Giò & Giò, G.G. 3201) interprete del brano Duetto d'amore
- 1985: Tony Cucchiara – La passione di Cristo, da anonimo siciliano del '500, in "Giobbe. Liberamente ispirato all’omonimo dramma di Karol Wojtyla"  (Edizioni Musicali Giò & Giò)

## Riconoscimenti
- 1986 – Premio "Re D'Argento"  Dagala del Re Santa Venerina CT.
- 2005 – Premio letterario internazionale Nino Martoglio